# فعل عن بعد

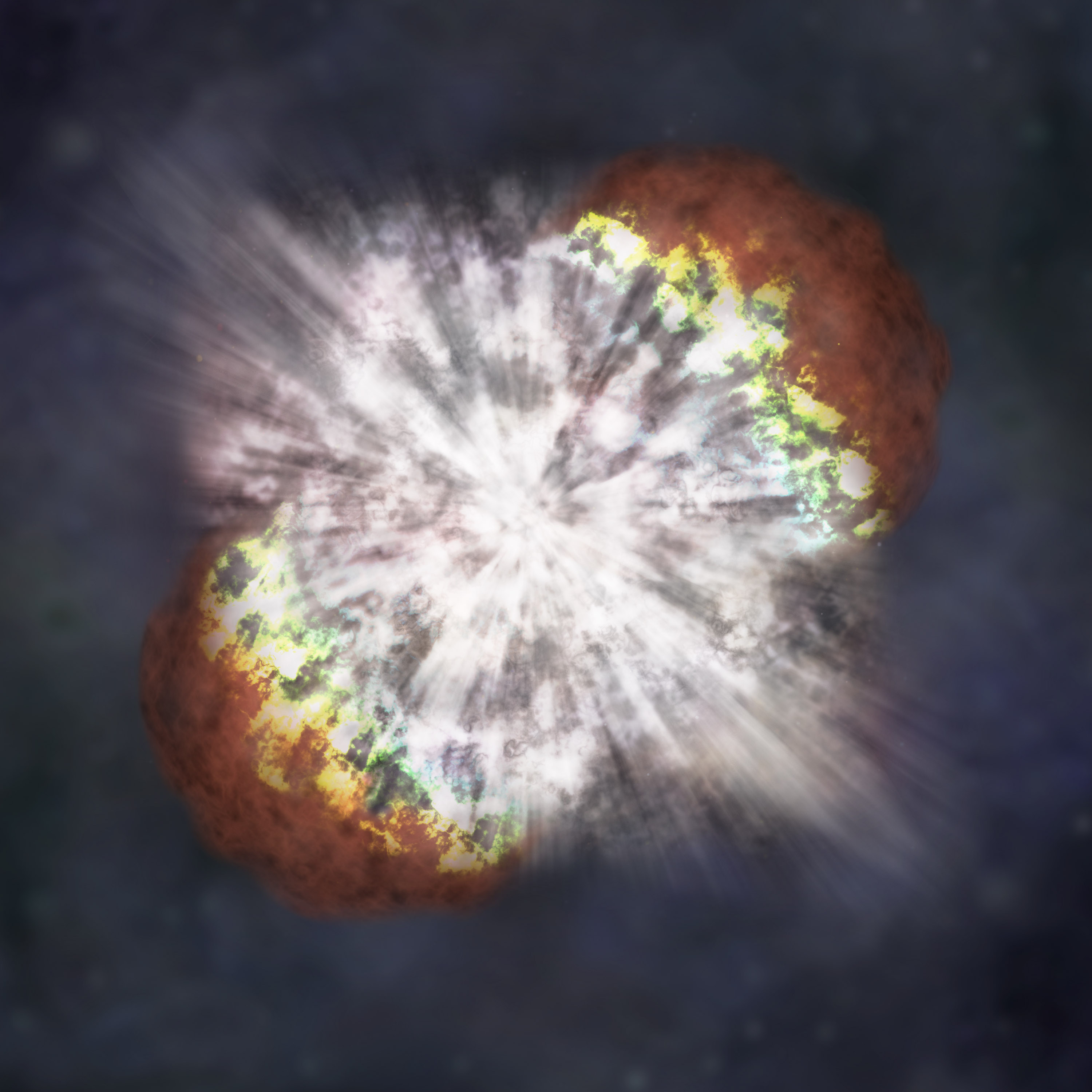

يُعبر الفعل عن بعد في الفيزياء عن مفهوم إمكانية تحريك أو تغيير أو التأثير بطريقة أخرى على جسم ما دون لمسه بشكل فيزيائي (مثلما هو الحال في التماس الميكانيكي) بواسطة جسم آخر. وبالتالي، فهو التفاعل غير المحلي بين الأجسام المتباعدة في الفضاء.
استُخدم المصطلح في غالب الأحيان في سياق النظريات المبكرة للجاذبية والكهرومغناطيسية لوصف كيفية استجابة جسم ما لتأثير جسم بعيد عنه. على سبيل المثال، يُعد قانون كولوم وقانون نيوتن للجاذبية الكونية نظريات مبكرة.
يصف الفعل عن بعد، بشكل أعم، فشل النظريات المبكرة الذرية والميكانيكية التي سعت إلى اختزال كل التفاعلات الفيزيائية في أنها شكل من أشكال التصادم. أدى استكشاف وحل هذه الظاهرة الإشكالية إلى تطويرات مهمة في الفيزياء، من مفهوم الحقل إلى وصف التشابك الكمومي والجزيئات الوسيطة في النموذج المعياري.

## الكهرباء والمغناطيسية
ناقش الفيلسوف ويليام الأوكامي الفعل عن بعد لشرح المغناطيسية وقدرة الشمس على تسخين الغلاف الجوي لكوكب الأرض دون التأثير على الفضاء المتداخل بينهما.
أدت الجهود لتسجيل العمل عن بعد في نظرية الكهرومغناطيسية إلى تطوير مفهوم الحقل الذي يتوسط التفاعلات بين التيارات والشحنات خلال المساحة الفارغة. وفقًا لنظرية الحقل، نُفسر تفاعل كولوم (الكهروستاتيكي) بين الجسيمات المشحونة من خلال حقيقة أن الشحنات تُنشئ حول نفسها حقلًا كهربائيًا، والذي تشعر به الشحنات الأخرى بصفته قوةً. عنون ماكسويل بشكل مباشر موضوع الفعل عن بعد في الفصل الثالث والعشرين من كتابه «أطروحة حول الكهرباء والمغناطيسية» عام 1873. بدأ بمراجعة تفسير غاوس وويبر لصيغة أمبير، يصور ماكسويل في الصفحة 437 اشمئزاز الفيزيائيين من العمل عن بعد. كتب غاوس عام 1845 إلى ويبر قائلًا أنه يرغب: «أن يكون الفعل، ليس الفوري، وإنما المنتشر في الزمن بطريقة مشابهة لتلك التي يتعامل بها مع الضوء». طُور هذا الطموح من قبل ماكسويل بنظرية الحقل الكهرومغناطيسي الذي تصفه معادلات ماكسويل، التي تستخدم الحقل لتعيين كل التفاعلات الكهرومغناطيسية بالإضافة إلى الضوء (والذي كان يُرَ حتى ذلك الحين بصفته ظاهرة غير مرتبطة أبدًا). يُعتبر الحقل في نظرية ماكسويل بصفته كيانًا فيزيائيًا قائمًا بذاته يحمل العزم والطاقة خلال الفضاء، والفعل عن بعد هو التأثير الظاهري الوحيد للتفاعلات المحلية للشحنات مع الحقول المحيطة بها.
وُصفت الكهروديناميكيا لاحقًا دون الحقول (في فضاء مينكوفيكسي) بصفتها التفاعل المباشر للجسيمات مع الأشعة المشابهة للضوء. نتج هذا في الفعل المتكامل لفوكر-تيترود-شوارزشيلد. يُطلق على هذا النوع من نظرية الكهروديناميكا عادةً اسم «التفاعل المباشر» لتمييزها عن نظرية الحقول التي يتوسط فيها الحقل المحلي العمل عن بعد (يُقصد بالمحلية هنا أن دينامياتها تُحددها بارمترات الحقل القريب). يفسر هذا الوصف للكهروديناميكا، بالتناقض مع نظرية ماكسويل، الفعل عن بعد الظاهري ليس من خلال افتراض كيان وسيط (الحقل) بل بالاستناد إلى الهندسة الطبيعية للنسبية الخاصة.
يُعد التفاعل المباشر في الكهروديناميكا، بشكل واضح، منتاظرًا في الزمن ويتجنب الطاقة اللانهائية المُتنبئ بها في الحقل والتي تحيط مباشرةً بالجسيمات النقطية. أظهر فاينمان وويلر أنه يمكن اعتبار الإشعاع والتثبيط الإشعاعي (والتي اعتُبرت دليلًا قويًا على الوجود المستقل للحقل). ومع ذلك، أظهرت الإثباتات المختلفة، بدايةً مما قدمه ديراك، أن نظريات التفاعل المباشر (في ظل افتراضات معقولة) لا تعترف بصيغ لاغرانج وهاميلتون (التي يُطلق عليها نظريات اللاتفاعل). من المهم أيضًا الوصف النظري والمقاس لانزياح لامب الذي يقترح بقوة أن الجسيمات المشحونة تتفاعل مع حقلها ذاته. رُفعت الحقول، لهذه الأسباب ولصعوبات أخرى، إلى مرتبة العوامل الرئيسية في نظرية الحقل الكمومي وعليه تخلت الفيزياء الحديثة عن نظرية التفاعل المباشر.

## الجاذبية

### نيوتن
لم تعرض نظرية نيوتن الكلاسيكية للجاذبية أي احتمال لتعريف وسيط لتفاعل الجاذبية. افترضت نظريته أن الجاذبية تتصرف بشكل فوري بصرف النظر عن المسافة. أعطت ملاحظات كيبلر دليلًا قويًا أنه في الحركة الكوكبية يُصان الزخم الزاوي. (يُعد البرهان الرياضي صالحًا فقط في الهندسة الإقليدية). تُعرف الجاذبية أيضًا على أنها قوة التفاعل بين جسمين بسبب كتلتهما.
يمكن اعتبار الفعل عن بعد، من وجهة نظر نيوتونية، على أنه ظاهرة يُحرض فيها أي تغيير في الصفات الجوهرية لنظام ما تغييرًا في الصفات الجوهرية لنظام بعيد عنه، دون وجود عملية تحمل هذا التأثير بشكل متاخم في الزمان والمكان.
طرح إرنست ماخ سؤالًا متصلًا بهذه المسألة، إذ قال كيف للأجسام الدوارة معرفة مقدار النتوء في المنتصف. يتطلب هذا، على ما يبدو، فعلًا عن بعد من مادة بعيدة تُبلغ الجسم الدوار عن حالة الكون المحيط به. صاغ آينشتاين مصطلح مبدأ ماخ لهذا السؤال قائلًا:
«من غير المقنع أن مادةً جامدة، دون وسيط من شيء آخر، وهو شيء غير مادي، تعمل وتؤثر على مادة أخرى دون تماس متبادل. يجب أن تكون الجاذبية غريزية ومتوارثة وأساسية بالنسبة للمادة، وهكذا يمكن لجسم ما أن يتصرف مع جسم ثانٍ بعيد عنه خلال الفراغ دون توسيط أي شيء آخر من خلال وعن طريق تحول أفعالهم وقوتهم من واحد لآخر، وهو شيء عبثي بالنسبة لي إذ أعتقد أنه لا يوجد شخص يملك في مسائل فلسفية ملكة التفكير أن يقع فيها. يجب أن تُسبب الجاذبية من خلال عميل يعمل بشكل مستمر وفقًا لقوانين معينة ولكن أيًا يكن هذا العميل ماديًا أو غير مادي فهذا ما أتركه لاعتبارات قرائي».
حاول كتاب مختلفون تعريف أوجه العمل عن بعد وتدخل الله على أسس التحقيقات النصية، وبشكل أساسي من كتاب المبادئ الرياضية للفلسفة الطبيعية ومراسلات نيوتن مع ريتشارد بينتلي والتساؤلات التي قدمها نيوتن في كتاب البصريات في الإصدارات الثلاثة الأولى (بين عامي 1704 و1721).
اعتبر أندرو جانياك في كتابه «نيوتن فيلسوفًا» أن نيوتن أنكر أن الجاذبية أساسية للمادة، رافضًا العمل عن بعد، ورافضًا أيضًا للجوهر المادي. ولكن نيوتن اتفق، من وجهة نظر جانياك، مع فكرة الأثير غير المادي، إذ اعتبر جانياك أن نيوتن ميّز هذا الوسيط بالله ذاته قائلًا: «يعتقد نيوتن وبشكل واضح أن الله هو ذاته الوسيط غير المادي الكامن وراء كل التفاعلات الجاذبية بين الأجسام المادية».
اعتبر ستيفن دويشان في كتابه «نيوتن والفعل عن بعد» أن نيوتن لم يقبل بالفعل المباشر عن بعد، بل قبل فقط بالتدخل المادي أو باللاماديات.
حاججت هايلاري كوشيراس في كتابها «الجاذبية ومشكلة نيوتن في الحساب الجوهري» أن نيوتن كان ميالًا لرفض الفعل المباشر، معطيًا الأولوية للأطروحات حول البيئة غير المُدركة. ولكن نيوتن في لحظاته التأملية تأرجح ما بين رفض وقبول الفعل المباشر عن بعد. ادعى نيوتن، وفقًا لكوشيراس، أن الله هو كلي العلم افتراضيًا أي هو القوة/العميل التي يجب أن توجد في الجوهر والله كلي العلم بشكل جوهري ما يُنتج في فرضية مخفية مبدأ الفعل المحلي.
حاجج إريك شليسير في كتابه «وحدوية نيوتن الجوهرية، الفعل البعيد والطبيعة في تجريبية نيوتن» أن نيوتن لم يرفض بشكل حتمي فكرة أن المادة نشطة وعليه قبل باحتمال الفعل المباشر عن بعد. يؤكد نيوتن على كلية الوجود الافتراضية لله بالإضافة إلى كلية وجوده الجوهرية.
حاجج جون هنري أيضًا في كتابه «الجاذبية والجذب: تطور أفكار نيوتن عن الفعل عن بعد» أن الفعل المباشر عن بعد لم يكن غير مقنعًا بالنسبة لنيوتن، رافضًا فكرة أن الجاذبية يمكن تفسيرها من خلال المادة الخفية وموافقًا على فكرة الله كلي الوجود ورافضًا للجذب الأبيقوري.